# Winter World University Games 2025/Teilnehmer (Italien)
| Gelbes Symbol für Goldmedaillen mit stilisierten Olympischen Ringen | Graues Symbol für Silbermedaillen mit stilisierten Olympischen Ringen | Braundes Symbol für Bronzemedaillen mit stilisierten Olympischen Ringen |
| ------------------------------------------------------------------- | --------------------------------------------------------------------- | ----------------------------------------------------------------------- |
| 4                                                                   | 5                                                                     | 6                                                                       |

Italien nahm mit 83 Athleten (43 Männer und 40 Frauen) an den Winter World University Games 2025 in Turin teil.

## Medaillen

### Medaillenspiegel
| Rang   | Sportart         | Gold | Silber | Bronze | Gesamt |
| ------ | ---------------- | ---- | ------ | ------ | ------ |
| 1      | Para Ski Alpin   | 2    | —      | —      | 2      |
| 2      | Snowboard        | 1    | 2      | 2      | 5      |
| 3      | Freestyle-Skiing | 1    | —      | —      | 1      |
| 4      | Ski Alpin        | —    | 1      | 2      | 3      |
| 5      | Eiskunstlauf     | —    | 1      | 1      | 2      |
| 6      | Skilanglauf      | —    | 1      | —      | 1      |
| 7      | Skibergsteigen   | —    | —      | 1      | 1      |
| Gesamt | Gesamt           | 4    | 5      | 6      | 15     |

### Medaillengewinner
| Name/n                     | Sportart         | Wettkampf                   |
| -------------------------- | ---------------- | --------------------------- |
| Gold                       |                  |                             |
| Martina Vozza              | Para Ski Alpin   | Super-G (Sehbehindert)      |
| Martina Vozza              | Para Ski Alpin   | Riesenslalom (Sehbehindert) |
| Elisa Fava                 | Snowboard        | Parallel-Slalom             |
| Nathalie Bernard           | Freestyle-Skiing | Skicross                    |
| Silber                     |                  |                             |
| Stefano Pizzato            | Ski Alpin        | Slalom                      |
| Maria Boccardi             | Skilanglauf      | 10 km Freistil              |
| Elisa Fava                 | Snowboard        | Parallel-Riesenslalom       |
| Simon Dorfmann             | Snowboard        | Parallel-Slalom             |
| Daniel Grassl              | Eiskunstlauf     | Einzel                      |
| Bronze                     |                  |                             |
| Marika Savoldelli          | Snowboard        | Snowboardcross              |
| Margherita Cecere          | Ski Alpin        | Riesenslalom                |
| Margherita Cecere          | Ski Alpin        | Slalom                      |
| Giulia Paolino Andrea Tuba | Eiskunstlauf     | Eistanz                     |
| Noemi Junod                | Skibergsteigen   | Vertical Race               |
| Fabian Lantschner          | Snowboard        | Parallel-Riesenslalom       |

## Teilnehmer nach Sportarten

### Biathlon
| Athleten                       | Wettbewerbe          | Zeit        | Fehler         | Rang |
| ------------------------------ | -------------------- | ----------- | -------------- | ---- |
| Frauen                         |                      |             |                |      |
| Anael Mezzacasa                | 7,5 km Sprint        | 25:31,0 min | 1 (1+0)        | 22   |
| Anael Mezzacasa                | 12,5 km Massenstart  | LAP         | LAP            | LAP  |
| Anael Mezzacasa                | 12,5 km Einzel       | 45:57,7 min | 5 (1+1+2+1)    | 32   |
| Männer                         |                      |             |                |      |
| Gabriel Curtaz                 | 10 km Sprint         | 25:19,6 min | 1 (0+1)        | 21   |
| Gabriel Curtaz                 | 12,5 km Verfolgung   | 42:16,5 min | 4 (1+2+0+1)    | 20   |
| Gabriel Curtaz                 | 15 km Massenstart    | 45:33,7 min | 2 (0+1+1+0)    | 16   |
| Gabriel Curtaz                 | 15 km Einzel         | 43:31,4 min | 5 (1+0+2+2)    | 24   |
| Mixed                          |                      |             |                |      |
| Anael Mezzacasa Gabriel Curtaz | Single-Mixed-Staffel | 43:45,6 min | 1+10 (0+5 1+5) | 9    |

### Curling
| Wettbewerb      | Frauen | Männer | Mixed-Doppel                                                                                             |
| --------------- | --- | --- | --- |
| Athleten        | Camilla Gilberti Lucrezia Grande Giada Zambelli Rachele Scalese                                                              | Giacomo Colli Stefano Gilli Andrea Gilli Francesco Vigliani Stefano Spiller                                                   | Giulia Zardini Lacedelli Francesco De Zanna                                                              |
| Gruppenphase    | Schweden 4:8 Polen 7:5 Norwegen 1:11 Südkorea 3:12 Kanada 3:8 Japan 4:9 China 1:8 Großbritannien 2:5 Vereinigte Staaten 10:5 | China 7:6 Südkorea 4:5 Kanada 7:3 Ukraine 7:1 Vereinigte Staaten 5:6 Großbritannien 7:4 Schweden 9:4 Schweiz 4:7 Norwegen 2:9 | Deutschland 5:6 Norwegen 8:4 Vereinigte Staaten 9:6 Japan 8:4 Großbritannien 3:9 Kanada 4:10 Schweiz 8:5 |
| Halbfinale      | ausgeschieden | ausgeschieden | Großbritannien 3:6                                                                                       |
| Spiel um Bronze | ausgeschieden | ausgeschieden | Kanada 3:9                                                                                               |
| Rang            | 8 | 6 | 4 |

### Eiskunstlauf
| Athleten                          | Wettbewerbe | Kurzprogramm/ Rhythmustanz | Kurzprogramm/ Rhythmustanz | Kür    | Kür  | Gesamt | Gesamt |
| Athleten                          | Wettbewerbe | Punkte                     | Rang                       | Punkte | Rang | Punkte | Rang   |
| --------------------------------- | ----------- | -------------------------- | -------------------------- | ------ | ---- | ------ | ------ |
| Frauen                            |             |                            |                            |        |      |        |        |
| Lara Gutman                       | Einzel      | 61,31                      | 4                          | 107,94 | 7    | 169,25 | 5      |
| Ginevra Negrello                  | Einzel      | 53,27                      | 7                          | 104,83 | 8    | 158,10 | 7      |
| Marina Piredda                    | Einzel      | 40,31                      | 24                         | 114,15 | 5    | 154,46 | 8      |
| Männer                            |             |                            |                            |        |      |        |        |
| Corey Circelli                    | Einzel      | 70,48                      | 8                          | 140,68 | 7    | 211,16 | 7      |
| Daniel Grassl                     | Einzel      | 93,82                      | 3                          | 186,74 | 1    | 280,56 | Silber |
| Raffaele Zich                     | Einzel      | 69,66                      | 9                          | 129,50 | 12   | 199,16 | 13     |
| Mixed                             |             |                            |                            |        |      |        |        |
| Giulia Paolino Andrea Tuba        | Eistanz     | 65,84                      | 2                          | 101,01 | 3    | 166,85 | Bronze |
| Carlotta Argenteri Francesco Riva | Eistanz     | 55,41                      | 5                          | 93,10  | 5    | 148,51 | 5      |

### Freestyle-Skiing
| Athleten         | Wettbewerbe | Platzierungsrunde | Platzierungsrunde | Vorläufe | Vorläufe | Halbfinale    | Finale            | Rang |
| Athleten         | Wettbewerbe | Zeit              | Rang              | Punkte   | Rang     | Rang          | Rang              | Rang |
| ---------------- | ----------- | ----------------- | ----------------- | -------- | -------- | ------------- | ----------------- | ---- |
| Frauen           |             |                   |                   |          |          |               |                   |      |
| Greta Angelini   | Skicross    | 35,83 s           | 2                 | 15       | 6        | 3             | Kleines Finale: 4 | 8    |
| Nathalie Bernard | Skicross    | 36,70 s           | 7                 | 20       | 1        | 1             | 1                 | Gold |
| Männer           |             |                   |                   |          |          |               |                   |      |
| Giorgio Busulini | Skicross    | 35,33 s           | 15                | 6        | 15       | ausgeschieden | ausgeschieden     | 15   |

### Para Ski Alpin
| Athleten       | Wettbewerbe                 | 1. Lauf     | 1. Lauf | 2. Lauf     | 2. Lauf | Gesamt      | Gesamt |
| Athleten       | Wettbewerbe                 | Zeit        | Rang    | Zeit        | Rang    | Zeit        | Rang   |
| -------------- | --------------------------- | ----------- | ------- | ----------- | ------- | ----------- | ------ |
| Frauen         |                             |             |         |             |         |             |        |
| Martina Vozza  | Super-G (Sehbehindert)      | —           | —       | —           | —       | 1:11,83 min | Gold   |
| Martina Vozza  | Riesenslalom (Sehbehindert) | 1:11,15 min | 1       | 1:10,21 min | 1       | 2:21,36 min | Gold   |
| Männer         |                             |             |         |             |         |             |        |
| Giorgio Napoli | Super-G (Stehend)           | —           | —       | —           | —       | DNF         | DNF    |
| Giorgio Napoli | Riesenslalom (Stehend)      | 1:33,31 min | 6       | 1:29,48 min | 6       | 3:02,79 min | 6      |

### Para Skilanglauf
| Athleten     | Wettbewerbe                     | Zeit        | Rang |
| ------------ | ------------------------------- | ----------- | ---- |
| Männer       |                                 |             |      |
| Filippo Uber | 10 km Freistil (Stehend)        | 43:45,0 min | 5    |
| Filippo Uber | 1 km Sprint klassisch (Stehend) | 6:37,8 min  | 4    |

### Shorttrack
| Athleten | Wettbewerbe    | Qualifikation | Qualifikation | Vorlauf      | Vorlauf | Viertelfinale | Viertelfinale | Halbfinale    | Halbfinale    | Finale                 | Finale        | Rang |
| Athleten | Wettbewerbe    | Zeit          | Rang          | Zeit         | Rang    | Zeit          | Rang          | Zeit          | Rang          | Zeit                   | Rang          | Rang |
| --- | -------------- | ------------- | ------------- | ------------ | ------- | ------------- | ------------- | ------------- | ------------- | ---------------------- | ------------- | ---- |
| Frauen |                |               |               |              |         |               |               |               |               |                        |               |      |
| Margherita Betti | 500 m          | —             | —             | 45,746 s     | 3       |               |               |               |               |                        |               | 22   |
| Margherita Betti | 1000 m         | —             | —             | 1:34,201 min | 3       | 1:33,269 min  | 4             |               |               |                        |               | 16   |
| Margherita Betti | 1500 m         | —             | —             | —            | —       | 2:31,253 min  | 4             | 2:31,555 min  | 4             | B-Finale: 2:34,168 min | 3             | 10   |
| Federica Cola | 500 m          | —             | —             | 45,462 s     | 3       | 45,805 s      | 2             | 45,788 s      | 4             | B-Finale: 45,444 s     | 5             | 10   |
| Federica Cola | 1000 m         | —             | —             | ADV          | 4       | 1:35,886 min  | 3             |               |               |                        |               | 13   |
| Vanessa Andreatta | 500 m          | —             | —             | 47,497 s     | 3       |               |               |               |               |                        |               | 25   |
| Vanessa Andreatta | 1500 m         | —             | —             | —            | —       | 2:41,906 min  | 6             |               |               |                        |               | 31   |
| Viola Simonini | 1000 m         | —             | —             | 1:35,050 min | 3       | 1:37,906 min  | 5             |               |               |                        |               | 19   |
| Viola Simonini | 1500 m         | —             | —             | —            | —       | 2:42,459 min  | 4             |               |               |                        |               | 22   |
| Vanessa Andreatta Federica Cola Viola Simonini Margherita Betti | 3000 m Staffel | —             | —             | —            | —       | —             | —             | 4:27,666 min  | 3             | B-Finale: 4:46,410 min | 1             | 5    |
| Männer |                |               |               |              |         |               |               |               |               |                        |               |      |
| Pietro Castellazzi | 500 m          | 42,638 s      | 2             | 42,681 s     | 3       | 42,940 s      | 5             |               |               |                        |               | 17   |
| Pietro Castellazzi | 1500 m         | —             | —             | —            | —       | PEN           | PEN           | ausgeschieden | ausgeschieden | ausgeschieden          | ausgeschieden | 45   |
| Alessandro Loreggia | 500 m          | 43,355 s      | 3             | 43,032 s     | 3       | 43,711 s      | 5             |               |               |                        |               | 18   |
| Alessandro Loreggia | 1000 m         | 1:32,113 min  | 1             | 1:28,493 min | 1       | ADV           | 3             | 1:28,959 min  | 3             | B-Finale: 1:30,324 min | 1             | 6    |
| Alessandro Loreggia | 1500 m         | —             | —             | —            | —       | 2:33,001 min  | 1             | 2:52,180 min  | 6             | ausgeschieden          | ausgeschieden | 17   |
| Davide Oss Chemper | 500 m          | 42,409 s      | 2             | 43,074 s     | 3       | 42,608 s      | 2             | 43,436 s      | 5             | B-Finale: 43,048 s     | 2             | 7    |
| Davide Oss Chemper | 1000 m         | 1:31,074 min  | 2             | 1:29,294 min | 4       | 1:28,108 min  | 3             |               |               |                        |               | 14   |
| Alessandro Picchiarelli | 1000 m         | ADV           | 4             | 1:28,987 min | 3       | 1:27,979 min  | 3             |               |               |                        |               | 13   |
| Alessandro Picchiarelli | 1500 m         | —             | —             | —            | —       | 2:23,676 min  | 4             |               |               |                        |               | 25   |
| Davide Oss Chemper Alessandro Picchiarelli Pietro Castellazzi Alessandro Loreggia                                                                                      | 5000 m Staffel | —             | —             | —            | —       | —             | —             | PEN           | PEN           | ausgeschieden          | ausgeschieden | 8    |
| Mixed |                |               |               |              |         |               |               |               |               |                        |               |      |
| Federica Cola (Viertelfinale) Margherita Betti Davide Oss Chemper (Viertel- und Halbfinale) Pietro Castellazzi Alessandro Loreggia Viola Simonini (Halbfinale, Finale) | 2000 m Staffel | —             | —             | —            | —       | 2:51,762 min  | 3             | 2:45,587 min  | 4             | B-Finale: 2:47,942 min | 4             | 8    |

### Ski Alpin
| Athleten            | Wettbewerbe  | 1. Lauf     | 1. Lauf | 2. Lauf       | 2. Lauf       | Gesamt      | Gesamt |
| Athleten            | Wettbewerbe  | Zeit        | Rang    | Zeit          | Rang          | Zeit        | Rang   |
| ------------------- | ------------ | ----------- | ------- | ------------- | ------------- | ----------- | ------ |
| Frauen              |              |             |         |               |               |             |        |
| Greta Angelini      | Kombination  | 1:03,90 min | 20      | DNF           | DNF           | DNF         | DNF    |
| Greta Angelini      | Super-G      | —           | —       | —             | —             | DNF         | DNF    |
| Maria Antonini      | Slalom       | 40,22 s     | 8       | 39,36 s       | 10            | 1:19,58 min | 7      |
| Martina Banchi      | Riesenslalom | 1:08,02 min | 39      | DNF           | DNF           | DNF         | DNF    |
| Matilde Casse       | Kombination  | 1:03,46 min | 17      | 53,15 s       | 13            | 1:56,61 min | 14     |
| Matilde Casse       | Riesenslalom | 1:07,03 min | 30      | 1:06,81 min   | 33            | 2:13,84 min | 30     |
| Matilde Casse       | Super-G      | —           | —       | —             | —             | DNF         | DNF    |
| Margherita Cecere   | Kombination  | DNF         | DNF     | ausgeschieden | ausgeschieden | DNF         | DNF    |
| Margherita Cecere   | Riesenslalom | 1:03,88 min | 2       | 1:03,73 min   | 5             | 2:07,61 min | Bronze |
| Margherita Cecere   | Slalom       | 40,08 s     | 6       | 39,21         | 5             | 1:19,29 min | Bronze |
| Margherita Cecere   | Super-G      | —           | —       | —             | —             | DNF         | DNF    |
| Eleonora Pizzi      | Kombination  | 1:03,05 min | 15      | 53,09 s       | 12            | 1:56,14 min | 13     |
| Eleonora Pizzi      | Super-G      | —           | —       | —             | —             | 1:03,23 min | 12     |
| Cecilia Pizzinato   | Riesenslalom | 1:06,02 min | 22      | 1:05,09 min   | 19            | 2:11,11 min | 20     |
| Cecilia Pizzinato   | Slalom       | 41,09 s     | 22      | 39,12 s       | 2             | 1:20,21 min | 15     |
| Martina Sacchi      | Kombination  | 1:02,60 min | 8       | 52,81 s       | 11            | 1:55,41 min | 12     |
| Martina Sacchi      | Slalom       | 41,15 s     | 24      | 39,78 s       | 21            | 1:20,93 min | 24     |
| Martina Sacchi      | Super-G      | —           | —       | —             | —             | 1:03,05 min | 11     |
| Alessia Vaglio      | Riesenslalom | 1:06,00 min | 21      | 1:05,30 min   | 20            | 2:11,30 min | 21     |
| Giulia Valleriani   | Slalom       | 40,63 s     | 15      | DNF           | DNF           | DNF         | DNF    |
| Männer              |              |             |         |               |               |             |        |
| Luca Bianchi        | Riesenslalom | 1:02,87 min | 27      | 1:03,79 min   | 22            | 2:06,66 min | 27     |
| Luca Bianchi        | Slalom       | 42,11 s     | 22      | 40,17 s       | 9             | 1:22,28 min | 17     |
| Giorgio Busulini    | Kombination  | 1:03,23 min | 48      | 44,16 s       | 41            | 1:47,39 min | 43     |
| Giorgio Busulini    | Slalom       | DNF         | DNF     | DNF           | DNF           | DNF         | DNF    |
| Giorgio Busulini    | Super-G      | —           | —       | —             | —             | 1:02,29 min | 38     |
| Carlo Cordone       | Riesenslalom | 1:03,38 min | 35      | 1:04,90 min   | 37            | 2:08,28 min | 33     |
| Carlo Cordone       | Slalom       | 41,79 s     | 15      | 40,28 s       | 12            | 1:22,07 min | 13     |
| Sebastiano Cipriano | Kombination  | 59,29 s     | 9       | 42,39 s       | 18            | 1:41,68 min | 12     |
| Sebastiano Cipriano | Super-G      | —           | —       | —             | —             | 59,09 s     | 15     |
| Marco De Zanna      | Kombination  | 59,31 s     | 11      | 42,09 s       | 13            | 1:41,40 min | 9      |
| Marco De Zanna      | Riesenslalom | 1:01,70 min | 10      | 1:02,86 min   | 7             | 2:04,56 min | 6      |
| Marco De Zanna      | Super-G      | —           | —       | —             | —             | 58,80 s     | 11     |
| Enrico Giacomelli   | Kombination  | 1:00,65 min | 28      | 44,60 min     | 44            | 1:45,25 min | 33     |
| Enrico Giacomelli   | Super-G      | —           | —       | —             | —             | DNF         | DNF    |
| Pietro Motterlini   | Kombination  | 59,24 s     | 8       | 42,14 s       | 15            | 1:41,38 min | 8      |
| Pietro Motterlini   | Riesenslalom | 1:02,08 min | 15      | 1:02,66 min   | 4             | 2:04,74 min | 7      |
| Pietro Motterlini   | Super-G      | —           | —       | —             | —             | 58,32 s     | 6      |
| Stefano Pizzato     | Slalom       | 40,84 s     | 9       | 39,59 s       | 2             | 1:20,43 min | Silber |
| Lorenzo Salvati     | Kombination  | 1:00,90 min | 31      | 42,33 s       | 17            | 1:43,23 min | 25     |
| Lorenzo Salvati     | Super-G      | —           | —       | —             | —             | 58,92 s     | 14     |
| Gabriele Sartori    | Riesenslalom | 1:01,46 min | 6       | 1:03,57 min   | 19            | 2:05,03 min | 12     |
| Gabriele Sartori    | Slalom       | DNF         | DNF     | DNF           | DNF           | DNF         | DNF    |
| Davide Seppi        | Riesenslalom | 1:01,66 min | 8       | 1:03,30 min   | 13            | 2:04,96 min | 9      |

| Athleten                                                       | Wettbewerbe | Achtelfinale | Achtelfinale | Viertelfinale | Viertelfinale | Halbfinale    | Halbfinale    | Finale        | Finale        | Rang |
| Athleten                                                       | Wettbewerbe | Gegner       | Punkte       | Gegner        | Punkte        | Gegner        | Punkte        | Gegner        | Punkte        | Rang |
| -------------------------------------------------------------- | ----------- | ------------ | ------------ | ------------- | ------------- | ------------- | ------------- | ------------- | ------------- | ---- |
| Mixed                                                          |             |              |              |               |               |               |               |               |               |      |
| Margherita Cecere Gabriele Sartori Martina Banchi Luca Bianchi | Mannschaft  | Deutschland  | 3:1          | Japan         | 2:2           | ausgeschieden | ausgeschieden | ausgeschieden | ausgeschieden | 5    |

### Skibergsteigen
| Athleten                       | Wettbewerbe   | Qualifikation | Qualifikation | Vorlauf     | Vorlauf | Halbfinale    | Halbfinale    | Finale        | Finale        | Rang   |
| Athleten                       | Wettbewerbe   | Zeit          | Rang          | Zeit        | Rang    | Zeit          | Rang          | Zeit          | Rang          | Rang   |
| ------------------------------ | ------------- | ------------- | ------------- | ----------- | ------- | ------------- | ------------- | ------------- | ------------- | ------ |
| Frauen                         |               |               |               |             |         |               |               |               |               |        |
| Silvia Berra                   | Vertical Race | —             | —             | —           | —       | —             | —             | 17:45,9 min   | 6             | 6      |
| Noemi Junod                    | Vertical Race | —             | —             | —           | —       | —             | —             | 16:16,8 min   | 3             | Bronze |
| Alice Maniezzo                 | Sprint        | 6:06,45 min   | 11            | 5:40,49 min | 4       | ausgeschieden | ausgeschieden | ausgeschieden | ausgeschieden | 11     |
| Alice Maniezzo                 | Vertical Race | —             | —             | —           | —       | —             | —             | 18:58,5 min   | 11            | 11     |
| Clizia Vallet                  | Sprint        | 6:25,21 min   | 15            | 5:45,01 min | 5       | ausgeschieden | ausgeschieden | ausgeschieden | ausgeschieden | 12     |
| Clizia Vallet                  | Vertical Race | —             | —             | —           | —       | —             | —             | 19:14,5 min   | 13            | 13     |
| Männer                         |               |               |               |             |         |               |               |               |               |        |
| Rocco Baldini                  | Vertical Race | —             | —             | —           | —       | —             | —             | 14:15,5 min   | 6             | 6      |
| Giuseppe Cantamessa            | Sprint        | 4:47,51 min   | 21            | 4:44,73 min | 5       | ausgeschieden | ausgeschieden | ausgeschieden | ausgeschieden | 22     |
| Giuseppe Cantamessa            | Vertical Race | —             | —             | —           | —       | —             | —             | 15:00,6 min   | 14            | 14     |
| Marco Salvadori                | Sprint        | 4:22,40 min   | 4             | 4:15,50 min | 3       | ausgeschieden | ausgeschieden | ausgeschieden | ausgeschieden | 13     |
| Marco Salvadori                | Vertical Race | —             | —             | —           | —       | —             | —             | 14:32,5 min   | 10            | 10     |
| Leonardo Taufer                | Sprint        | 4:34,37 min   | 9             | 4:12,71 min | 3       | 4:20,65 min   | 3             | 4:16,84 min   | 4             | 4      |
| Leonardo Taufer                | Vertical Race | —             | —             | —           | —       | —             | —             | 14:18,2 min   | 7             | 7      |
| Mixed                          |               |               |               |             |         |               |               |               |               |        |
| Alice Maniezzo Leonardo Taufer | Staffel       | —             | —             | —           | —       | 25:56,52 min  | 7             | 49:33,47 min  | 6             | 6      |
| Clizia Vallet Marco Salvadori  | Staffel       | —             | —             | —           | —       | 26:59,52 min  | 11            | 49:47,25 min  | 10            | 10     |

### Skilanglauf
| Athleten                                                            | Wettbewerbe                   | Zeit        | Rang   |
| ------------------------------------------------------------------- | ----------------------------- | ----------- | ------ |
| Frauen                                                              |                               |             |        |
| Maria Boccardi                                                      | 10 km Freistil                | 28:11,6 min | Silber |
| Maria Boccardi                                                      | 20 km Massenstart klassisch   | 1:07:27,0 h | 8      |
| Roberta Cenci                                                       | 10 km Freistil                | 38:34,9 min | 68     |
| Gloria Gabrielli                                                    | 10 km Freistil                | 31:04,6 min | 36     |
| Maddalena Somà                                                      | 10 km Freistil                | 33:13,2 min | 54     |
| Maddalena Somà                                                      | 20 km Massenstart klassisch   | 1:19:33,1 h | 25     |
| Maddalena Somà Roberta Cenci Gloria Gabrielli Maria Boccardi        | 4 × 7,5 km klassisch/Freistil | 1:28:18,5 h | 7      |
| Männer                                                              |                               |             |        |
| Nicoló Genovese                                                     | 10 km Freistil                | 27:15,1 min | 67     |
| Nicoló Genovese                                                     | 20 km Massenstart klassisch   | 1:07:09,0 h | 55     |
| Giovanni Lorenzetti                                                 | 10 km Freistil                | 26:58,4 min | 60     |
| Giovanni Lorenzetti                                                 | 20 km Massenstart klassisch   | 1:03:37,7 h | 42     |
| Riccardo Masiero                                                    | 10 km Freistil                | 28:34,9 min | 84     |
| Riccardo Masiero                                                    | 20 km Massenstart klassisch   | DNF         | DNF    |
| Gabriele Rigaudo                                                    | 10 km Freistil                | 24:59,2 min | 10     |
| Nicoló Genovese Riccardo Masiero Giovanni Lorenzetti Gabriel Curtaz | 4 × 7,5 km klassisch/Freistil | 1:18:08,6 h | 13     |

| Athleten                         | Wettbewerbe         | Qualifikation | Qualifikation | Viertelfinale | Viertelfinale | Halbfinale    | Halbfinale    | Finale        | Finale        | Rang |
| Athleten                         | Wettbewerbe         | Zeit          | Rang          | Zeit          | Rang          | Zeit          | Rang          | Zeit          | Rang          | Rang |
| -------------------------------- | ------------------- | ------------- | ------------- | ------------- | ------------- | ------------- | ------------- | ------------- | ------------- | ---- |
| Frauen                           |                     |               |               |               |               |               |               |               |               |      |
| Maria Boccardi                   | Sprint klassisch    | 3:33,09 min   | 1             | 3:35,24 min   | 3             | ausgeschieden | ausgeschieden | ausgeschieden | ausgeschieden | 13   |
| Roberta Cenci                    | Sprint klassisch    | 4:12,30 min   | 54            | ausgeschieden | ausgeschieden | ausgeschieden | ausgeschieden | ausgeschieden | ausgeschieden | 54   |
| Maddalena Somà                   | Sprint klassisch    | 4:14,45 min   | 56            | ausgeschieden | ausgeschieden | ausgeschieden | ausgeschieden | ausgeschieden | ausgeschieden | 56   |
| Männer                           |                     |               |               |               |               |               |               |               |               |      |
| Nicoló Genovese                  | Sprint klassisch    | 3:37,26 min   | 80            | ausgeschieden | ausgeschieden | ausgeschieden | ausgeschieden | ausgeschieden | ausgeschieden | 80   |
| Giovanni Lorenzetti              | Sprint klassisch    | 3:23,48 min   | 66            | ausgeschieden | ausgeschieden | ausgeschieden | ausgeschieden | ausgeschieden | ausgeschieden | 66   |
| Riccardo Masiero                 | Sprint klassisch    | 3:17,69 min   | 56            | ausgeschieden | ausgeschieden | ausgeschieden | ausgeschieden | ausgeschieden | ausgeschieden | 56   |
| Gabriele Rigaudo                 | Sprint klassisch    | 3:13,13 min   | 36            | ausgeschieden | ausgeschieden | ausgeschieden | ausgeschieden | ausgeschieden | ausgeschieden | 36   |
| Mixed                            |                     |               |               |               |               |               |               |               |               |      |
| Maria Boccardi Riccardo Masiero  | Teamsprint Freistil | 7:26,59 min   | 15            | —             | —             | —             | —             | 24:05,84 min  | 13            | 13   |
| Gloria Gabrielli Nicoló Genovese | Teamsprint Freistil | 8:15,79 min   | 30            | —             | —             | —             | —             | ausgeschieden | ausgeschieden | 30   |

### Ski-Orientierungslauf
| Athleten               | Wettbewerbe | Zeit      | Rang |
| ---------------------- | ----------- | --------- | ---- |
| Frauen                 |             |           |      |
| Anna Pradel            | Sprint      | DSQ       | DSQ  |
| Nicole Riz             | Sprint      | 15:57 min | 21   |
| Mixed                  |             |           |      |
| Anna Pradel Nicole Riz | Staffel     | 1:00:55 h | 17   |

### Snowboard
| Athleten           | Wettbewerbe           | Qualifikation | Qualifikation | Achtelfinale  | Achtelfinale  | Viertelfinale | Viertelfinale | Halbfinale    | Halbfinale    | Finale/Platz 3             | Finale/Platz 3 | Rang   |
| Athleten           | Wettbewerbe           | Zeit          | Rang          | Gegner        | Zeit          | Gegner        | Zeit          | Gegner        | Zeit          | Gegner                     | Zeit           | Rang   |
| ------------------ | --------------------- | ------------- | ------------- | ------------- | ------------- | ------------- | ------------- | ------------- | ------------- | -------------------------- | -------------- | ------ |
| Frauen             |                       |               |               |               |               |               |               |               |               |                            |                |        |
| Elisa Fava         | Parallel-Riesenslalom | 1:14,48 min   | 2             | Jones         | −5,99 s       | Kaciczak      | DSQ           | Zapała        | −2,27 s       | Kainz                      | +2,33 s        | Silber |
| Elisa Fava         | Parallel-Slalom       | 1:19,16 min   | 3             | Kizuka        | −3,87 s       | Kaciczak      | −3,35 s       | Kanazawa      | −0,78 s       | Kainz                      | −2,90 s        | Gold   |
| Männer             |                       |               |               |               |               |               |               |               |               |                            |                |        |
| Simon Dorfmann     | Parallel-Riesenslalom | 1:10,71 min   | 12            | Kanematsu     | +0,61 s       | ausgeschieden | ausgeschieden | ausgeschieden | ausgeschieden | ausgeschieden              | ausgeschieden  | 13     |
| Simon Dorfmann     | Parallel-Slalom       | 1:14,64 min   | 7             | Kabaljuk      | −1,02 s       | Park          | −0,16 s       | Bilous        | −1,23 s       | Pink                       | +2,76 s        | Silber |
| Andrea Giacomiello | Parallel-Riesenslalom | 1:20,13 min   | 28            | ausgeschieden | ausgeschieden | ausgeschieden | ausgeschieden | ausgeschieden | ausgeschieden | ausgeschieden              | ausgeschieden  | 28     |
| Andrea Giacomiello | Parallel-Slalom       | 1:33,55 min   | 27            | ausgeschieden | ausgeschieden | ausgeschieden | ausgeschieden | ausgeschieden | ausgeschieden | ausgeschieden              | ausgeschieden  | 27     |
| Fabian Lantschner  | Parallel-Riesenslalom | 1:08,76 min   | 6             | Kil           | −0,27 s       | Burgstaller   | −1,47 s       | Samfirow      | +3,28 s       | Kleines Finale: Kraschniak | −1,20 s        | Bronze |
| Fabian Lantschner  | Parallel-Slalom       | 1:13,36 min   | 5             | Suminaga      | −2,36 s       | Kraschniak    | DSQ           | ausgeschieden | ausgeschieden | ausgeschieden              | ausgeschieden  | 5      |

| Athleten          | Wettbewerbe    | Platzierungsrunde | Platzierungsrunde | Halbfinale    | Finale              | Rang   |
| Athleten          | Wettbewerbe    | Zeit              | Rang              | Rang          | Rang                | Rang   |
| ----------------- | -------------- | ----------------- | ----------------- | ------------- | ------------------- | ------ |
| Frauen            |                |                   |                   |               |                     |        |
| Sofia Groblechner | Snowboardcross | 35,16 s           | 7                 | 3             | Kleines Finale: 1   | 5      |
| Marika Savoldelli | Snowboardcross | 34,52 s           | 5                 | 2             | 3                   | Bronze |
| Männer            |                |                   |                   |               |                     |        |
| Tommaso Costa     | Snowboardcross | 32,52 s           | 13                | ausgeschieden | ausgeschieden       | 20     |
| Giovanni Di Mola  | Snowboardcross | 32,61 s           | 16                | ausgeschieden | ausgeschieden       | 15     |
| Federico Podda    | Snowboardcross | 32,44 s           | 12                | DNF           | Kleines Finale: DNF | 8      |
| Matteo Rezzoli    | Snowboardcross | 31,85 s           | 5                 | ausgeschieden | ausgeschieden       | 12     |